# Exocelina niklasi
Exocelina niklasi är en skalbaggsart som beskrevs av Wewalka, Balke och Lars Hendrich 2010. Exocelina niklasi ingår i släktet Exocelina och familjen dykare. Inga underarter finns listade i Catalogue of Life.